# Camptoloma interiorata
Camptoloma interiorata är en fjärilsart som beskrevs av Walker 1864. Camptoloma interiorata ingår i släktet Camptoloma och familjen björnspinnare. Inga underarter finns listade i Catalogue of Life.